# Danh sách kế vị ngai vàng vương thất Hà Lan

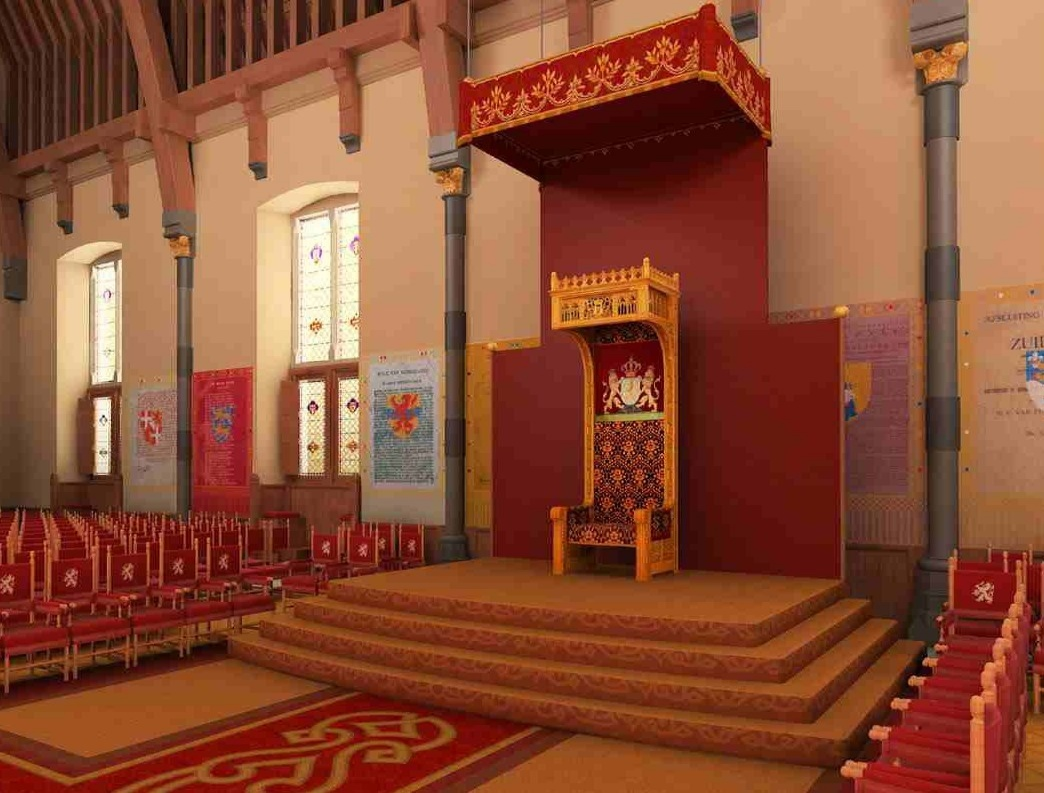
Ngai vàng của Đức vua Hà Lan đặt tại Ridderzaal

Từ những năm 1814 đến năm 1887 ngai vàng của Hà Lan chỉ được truyền cho con gái nếu Đức vua đương nhiệm không có con trai nối dõi theo chế độ ưu tiên quyền thừa kế thuộc về người nam. Năm 1922, Hiến pháp Hà Lan đã giới hạn lại danh sách kế vị ngai vàng chỉ còn bao gồm họ hàng ba đời của Đức vua đương nhiệm. Và từ năm 1983 đến nay, ngai vàng của Vương thất Hà Lan đã được truyền qua nhiều thế hệ theo chế độ ưu tiên người con trưởng kế vị không phân biệt giới tính.

## Danh sách kế vị ngai vàng

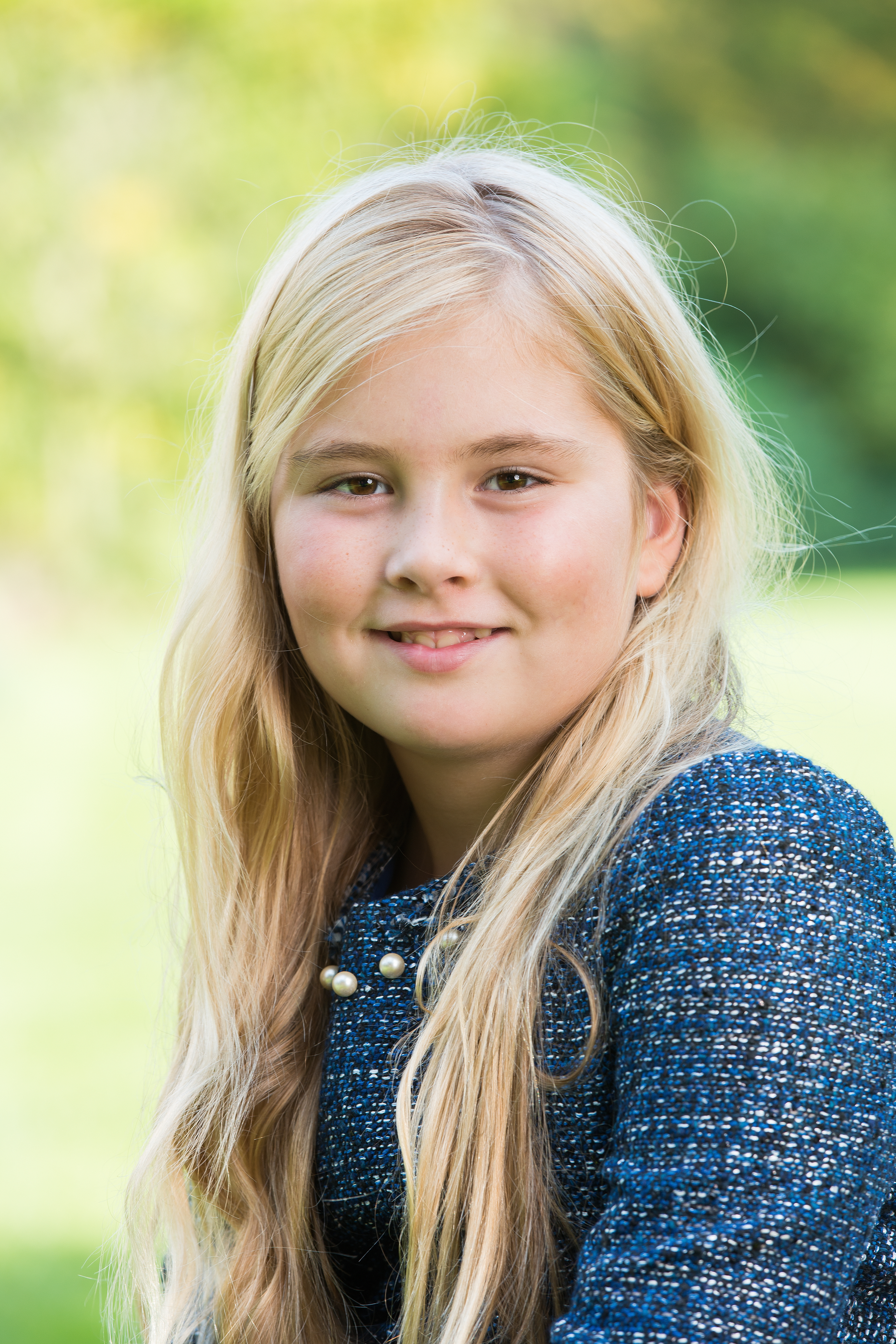
Catharina-Amalia của Hà Lan, Thân vương xứ Oranje đang đứng đầu trong danh sách kế vị ngai vàng hoàng gia Hà Lan

- -  Nữ vương Beatrix (sinh 1938)
    -  Quốc vương Willem-Alexander (sinh 1967)
      - (1) Vương nữ Catharina-Amalia (sinh 2003)[1][3]
      - (2) Vương nữ Alexia (sinh 2005)[1][4]
      - (3) Vương nữ Ariane (sinh 2007)[1][5]

    - (4) Vương tử Constantijn (sinh 1969)[1]
      - (5) Nữ bá tước Eloise (sinh 2002)[1]
      - (6) Bá tước Claus-Casimir (sinh 2004)[1]
      - (7) Nữ bá tước Leonore (sinh 2006)[1]

  - (8) Vương nữ Margriet (sinh 1943)